# Edward Skorek
Edward Skorek (Tomaszów Mazowiecki, Polonia, 13 de junio de 1943) es un exjugador profesional y entrenador de voleibol polaco, incluido en el Volleyball Hall of Fame en 2006.

## Biografía
Empieza su carrera en el AZS Varsovia en 1963 y en las cuatro temporadas disputadas consigue ganar dos campeonatos de Polonia, igual que en su etapa como jugador del  Legia de Varsovia entre 1968 y 1975. En verano 1975 se marcha a Italia en el Pallavolo Modena donde juega por dos temporadas y en la segunda gana el campeonato (el cuarto en la historia del club) como jugador/entrenador.
Internacional con la selección de Polonia entre 1964 y 1976, participa en tres ediciones de los Juegos Olímpicos, las de México 1968, de  Múnich 1972 y de  Montreal 1976, ganando la medalla de oro en Canadá tra derrotar a la todopoderosa selección de la Unión Soviética por 3-2. Además se corona campeón en el Mundial de México 1974 y consigue el subcampeonato en la  eurocopa 1975 disputada en Yugoslavia.
Al final de la temporada 1976/1977 se retira del voleibol jugado y empieza su carrera como entrenador; tras otra temporada en el Pallavolo Modena y una en el Pallavolo Loreto, es nombrado seleccionador de Italia poe el año 1978, de Polonia en el bienio 1990-1991 y de Kuwait en 1991-1992. En la temporada 1992/1993 vuelve al banquillo de un club, el AZS Częstochowa, por tan sólo un año y consigue ganar el campeonato; entre 1997 y 2000 entrena el Czarni Radom con el cual levanta la copa de Polonia de en 1998/1999. Vuelve a entrenar el AZS Częstochowa entre 2003 y 2006 y el año siguiente toma el mando del equipo en el cual debutó como jugador, el AZS Varsovia.

## Palmarés

### Jugador
- Campeonato de Polonia (4): 1964/1965, 1965/1966, 1968/1969, 1969/1970
- Campeonato de Italia (1): 1976/1977[5]

### Entrenador
- Campeonato de Italia (1): 1976/1977[5]
- Campeonato de Polonia (1): 1992/1993
- Copa de Polonia (1): 1998/1999